# Mirage Studios
Mirage Studios est une entreprise américaine spécialisée dans les comics.
Fondée en 1983 par Kevin Eastman et Peter Laird à Dover dans le New Hampshire, elle est désormais basée à Northampton dans le Massachusetts. C'est une filiale de Viacom.
L'entreprise est surtout connue pour la série de bandes dessinées Teenage Mutant Ninja Turtles (en) et la franchise Tortues Ninja qu'elle a engendrée par la suite.